# Rockville (métro de Washington)
Pour les articles homonymes, voir Rockville.
Rockville est une station de la ligne rouge du métro de Washington. Elle est située à Rockville, dans la Région métropolitaine de Washington, comté de Montgomery, État du Maryland aux États-Unis.
Elle forme un pôle d'échange multimodal avec la gare de Rockville dont elle partage les accès.

## Situation sur le réseau

Plan du métro.

Établie en surface sur un talus, Rockville est une station de passage et de correspondance de la ligne rouge du métro de Washington. Elle est située avant la station Shady Grove, terminus nord-ouest de la ligne, et la station Twinbrook, en direction du terminus nord-est Glenmont.
Elle dispose des deux voies de la ligne, encadrant un quai central.

## Services aux voyageurs

### Desserte

Installations et desserte
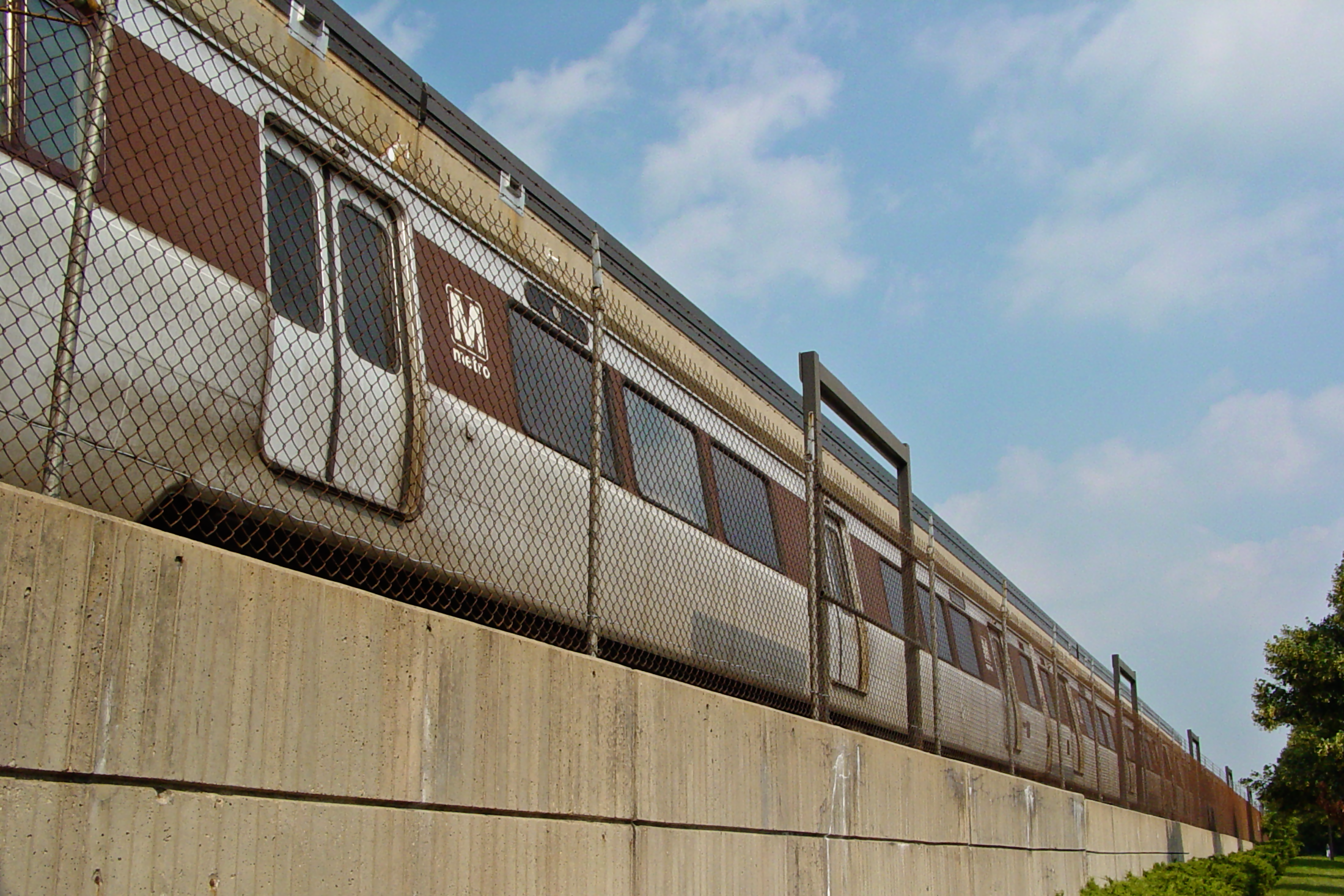
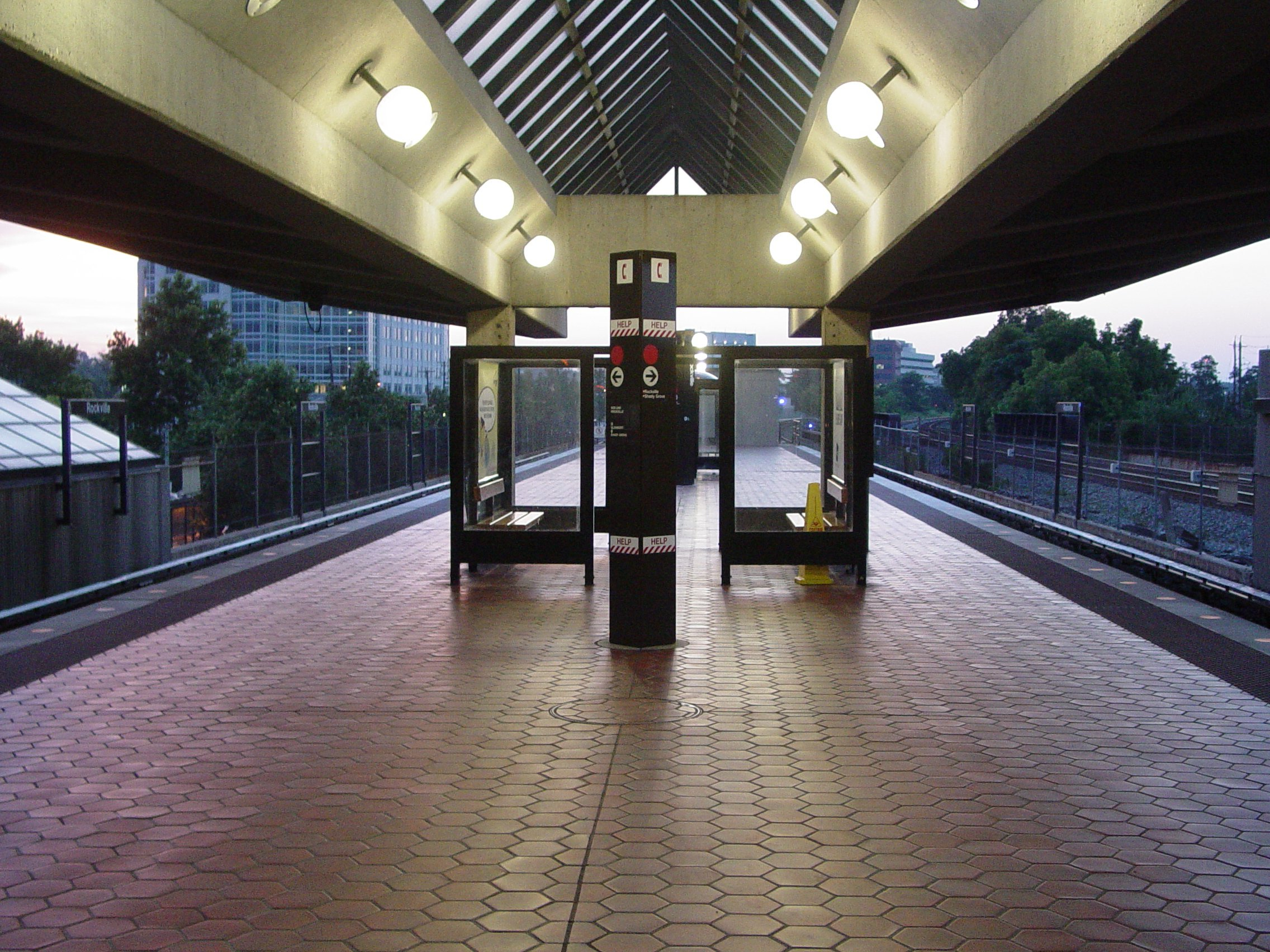
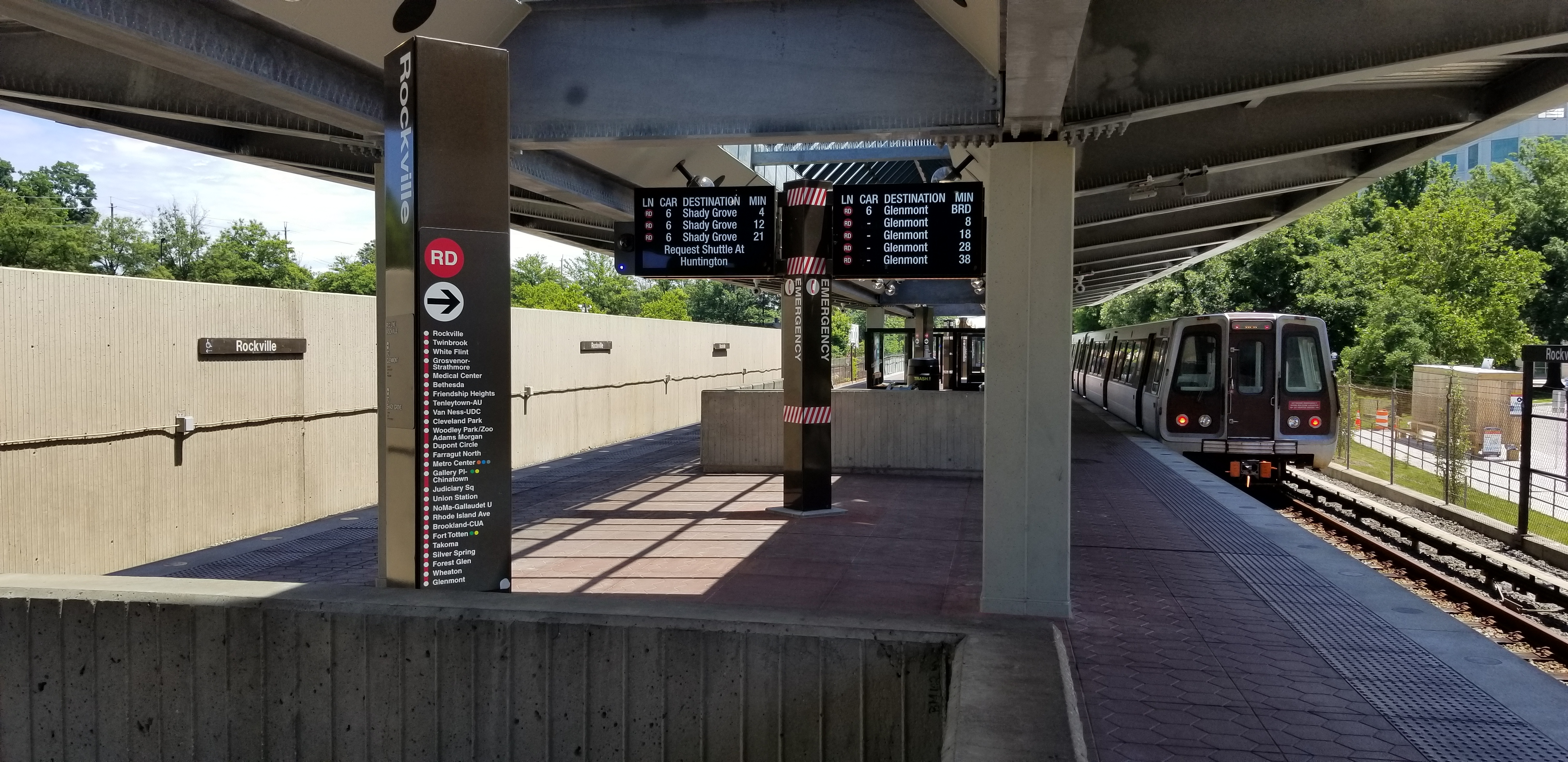